# Село край завод
„Село край завод“ е български игрален филм (драма) от 1969 година на режисьора Петър Баталов, по сценарий на Стоян Даскалов. Оператор е Христо Вълчанов.
По едноименния роман на Ст. Ц. Даскалов.
В масовите сцени учавствуват кооператори от селата: Литаково, Краево, Хаджиево и танцовият колектив при домът на културата гр. Перник. 

## Актьорски състав
| Изпълнител                                      | Роля                                    |
| ----------------------------------------------- | --------------------------------------- |
| Виолета Бахчеванова                             | Игна, жената на Съботин                 |
| Найчо Петров                                    | Слънчев, секретар на Околийския комитет |
| Петър Слабаков                                  | Съботин, мъжът на Игна                  |
| Лидия Григорова                                 | Мара                                    |
| Николай Узунов                                  | Ичката, електротехник                   |
| Недялка Георгиева                               | Яничка, дъщеря на Игна и Съботин        |
| Атанас Божинов                                  | Дафин                                   |
| Кирил Божков                                    | Драгойчо                                |
| Живко Гарванов                                  | Дянко, председателят на стопанството    |
| Георги Георгиев – Гочето (като Георги Георгиев) | Облака, партиен секретар                |
| Люба Алексиева                                  | Облачката                               |
| Богомил Симеонов                                | инженера                                |
| Николай Дойчев (като Никола Дойчев)             | чичо Вельо                              |
| Кирил Спасов                                    | помощника                               |
| Вихра Коклин                                    | Лидия                                   |
| В епизодите:                                    |                                         |
| Иван Раев                                       |                                         |
| Дора Златанова                                  |                                         |
| Цонка Накова                                    |                                         |
| Люба Кръстникова                                |                                         |
| Мара Рачева                                     |                                         |
| Иван Бодуров                                    |                                         |
| Богомил Атанасов                                |                                         |
| Гено Недялков                                   |                                         |
| Никола Дадов                                    |                                         |
| Георги Карев                                    |                                         |
| Константин Кехайов (като Конст. Кехайов)        |                                         |
| Данаил Николов                                  |                                         |
| Асен Автов                                      |                                         |
| Юрий Яковлев (няма го в титрите)                | пазачът на строящия се завод            |
| Владимир Давчев                                 | овчар                                   |

и други